# Người Giáy
Người Giáy, còn gọi là Nhắng, Dẳng, Pâu Thìn, Pu Nà, Cùi Chu, Xạ, là một dân tộc trong số 54 dân tộc tại Việt Nam .
Người Giáy nói tiếng Bố Y, một ngôn ngữ thuộc ngữ chi Thái trong hệ ngôn ngữ Tai-Kadai.
Dân số người Giáy tại Việt Nam theo điều tra dân số năm 2019 là 67.858  người , năm 2009 là 58.617 người .

## Tên gọi khác
Các tên gọi khác của người Giáy bao gồm Nhắng, Dẳng, Pâu Thìn, Pu Nả, Củi Chu, Xạ.
Người Giáy ở Lào Cai nói nhẹ nhàng, tự gọi tên dân tộc mình là Pú Dáy. Cấn Dẳng là tiếng của người Tày sống gần với người Giáy, tiếp đó là người Kinh gọi Dẳng thành Nhắng. Người Pâu Thìn, Pú Nả, Củi Chu là những nhánh khác. Xa Dìn là tiếng Quan Hỏa địa phương (Hán Việt: Nhiệt Y-热依) dùng để chỉ tên người Giáy. 
Người Tày Ngạn tại huyện Bắc Quang, tỉnh Hà Giang được xếp vào nhóm dân tộc Tày và người Nùng An ở huyện Quảng Hòa, tỉnh Cao Bằng được xếp vào dân tộc Nùng nhưng có ngôn ngữ gần với tiếng Giáy.

### Người Pú Nả
Người Pú Nả hay còn gọi là Củi Chu sinh sống ở các bản Séo Sin Chải , Lò Suối Tủng, Phan Lìn, Nùng Than xã San Thàng, thị xã Lai Châu có nguồn gốc từ tỉnh Quý Châu Trung Quốc, di cư về Việt Nam cách đây từ 150 đến 200 năm. Người Pú Nả mặc trang phục như người Giáy, dùng lời hát, thơ ca, tục ngữ, đồng dao như người Giáy nhưng tiếng Pú Nả người Giáy không nghe được.

## Dân số và địa bàn cư trú
Người Giáy cư trú ở Lào Cai (50 %), Hà Giang (27 %), Lai Châu (18 %) và Yên Bái (4 %). Dân số năm 1999 là 49.098 người .
Theo Tổng điều tra dân số và nhà ở năm 2009, người Giáy ở Việt Nam có dân số 58.617 người, cư trú tại 39 trên tổng số 63 tỉnh, thành phố. Người Giáy cư trú tập trung tại các tỉnh: 
Lào Cai (28.606 người, chiếm 48,8% tổng số người Giáy tại Việt Nam), Hà Giang (15.157 người, chiếm 25,9% tổng số người Giáy tại Việt Nam), 
Lai Châu (11.334 người), 
Yên Bái (2.329 người)

## Đặc điểm kinh tế
Người Giáy làm ruộng nước là chính, rẫy chỉ là nguồn thu nhập thêm và thường cũng là chỗ chăn nuôi lợn, gà. Người Giáy nuôi nhiều trâu, ngựa, lợn, gà, vịt, có truyền thống dùng ngựa để cưỡi, thồ, dùng trâu kéo cày, kéo gỗ.

## Văn hóa
Người Giáy vốn có truyện cổ, thơ ca, tục ngữ, câu đố, đồng dao v.v... Có nhiều truyện giải thích hiện tượng tự nhiên, có nhiều truyện thơ dài, có truyện kết hợp lời kể với lời hát. Dân ca phong phú, gồm nhiều loại, mỗi loại có nhiều bài, điệu khác nhau, đặc biệt các hình thức hát giao duyên nam nữ là sinh hoạt sôi nổi và hấp dẫn.

## Phong tục tín ngưỡng

### Đón Tết
Người Giáy cũng ăn tết theo âm lịch, trùng với Tết Nguyên Đán. Mỗi năm, sắp đến ngày tết, người Giáy làm các món bánh truyền thống như bánh bổng, bánh khảo để cúng bàn thờ tổ tiên và để ăn trong những ngày đầu năm mới.
Từ chiều 30 tết, mọi người tắm rửa sạch sẽ, thay quần áo mới chuẩn bị đón tết. Hương, nến được thắp lên và giữ liên tục không được tắt cho đến lúc lễ hóa vàng xong. Như nhiều dân tộc khác, người Giáy cũng có tục đón linh hồn tổ tiên về trước giao thừa và cúng lễ hóa vàng (những vật phẩm cúng lễ bằng giấy như quần áo, tiền, vàng mã được đốt đi) để tiễn ông bà về trời. Tuy nhiên, người Giáy có nhiều dòng họ khác nhau, lễ hóa vàng của mỗi dòng họ cũng có sự khác biệt. Chẳng hạn họ Vương (Vàng) và một số họ khác làm lễ hóa vàng vào chiều mùng 1 tháng giêng, người họ Sầm (Sần) thì phải đến tận ngày mùng 3.

### Lễ xuống đồng
Lễ xuống đồng là ngày lễ quan trọng nhất trong năm, đã được truyền giữ từ đời này sang đời khác, nếu không vì lý do bất khả kháng thì năm nào cũng tổ chức. Theo quan niệm của người Giáy, ngày Thìn - tức là Rồng, làm lễ vào ngày Thìn sẽ được rồng phun mưa cho ruộng lúa tốt tươi, không bị hạn hán. Nếu ngày Thìn đầu năm trùng với ngày tết thì lễ xuống đồng sẽ lùi lại vào ngày Thìn tiếp theo.
Ngày xưa, lễ xuống đồng được tổ chức ngoài ruộng. Mỗi gia đình trong thôn sắm sửa một mâm cúng gồm thịt lợn, gà, bánh khảo, bánh bổng và hương hoa mang ra đặt ngoài đồng, nơi tổ chức lễ. Mọi người sẽ cùng thắp hương khấn vái cầu cho năm mới mưa thuận gió hòa, mùa màng bội thu, đời sống ấm no. Ngày nay, lễ xuống đồng có sự tham gia của chính quyền địa phương.
Một nghi thức không thể thiếu trong lễ xuống đồng của người Giáy là ném còn. Trước tết khoảng một tuần, người trong thôn phân công nhau làm những quả còn bằng vải, bọc cát bên trong, to bằng nắm tay, có dây dài chừng 80 cm, trang trí nhiều màu sắc. Một cây tre thẳng, cao chừng 14m cũng được chuẩn bị từ trước tết để đến ngày Thìn đem ra đồng dựng làm cây nêu. Trên ngọn cây treo một vòng còn hình tròn rộng chừng 1m, giữa vòng còn là lỗ còn rộng gần 1 gang tay dán bằng giấy, một mặt màu đỏ tượng trưng cho mặt trời, mặt kia màu trắng (hoặc xanh) tượng trưng cho mặt trăng. Sau phần cúng mâm lễ là đến nghi thức ném còn. Những người có mặt chia nhau đứng về hai phía của vòng còn, mỗi người từ bên này sẽ cầm quả còn ném sao cho quả còn xuyên thủng lỗ còn. Người từ bên kia cũng ném theo hướng ngược lại. Khi lỗ còn bị quả còn xuyên thủng thì nghi thức ném còn kết thúc. Quả còn may mắn xuyên thủng lỗ còn sẽ được người dân nhặt đem về đặt trong hũ gạo với niềm tin sẽ mang lại no ấm cho gia đình. Không chỉ là một trò chơi thử thách kỹ năng, độ chính xác của người chơi mà là một nghi thức mang ý nghĩa phồn thực. Quả còn xuyên qua lỗ còn tượng trưng cho quan hệ tình dục, thể hiện sự âm dương giao hòa với mong muốn mọi sự tốt lành, may mắn. Vì thế, quả còn cứ được tung lên cho đến khi xuyên thủng được lỗ còn mới thôi. Nếu ném tất cả các quả còn mà lỗ còn vẫn chưa thủng, người ta phải buộc dây vào hòn đá thay quả còn, thậm chí dùng súng bắn.

### Hôn nhân gia đình
Theo phong tục Giáy, trong các gia đình vị thế nổi bật là người chồng, người cha. Con cái lấy họ theo cha. Nhà trai chủ động việc cưới xin, sau lễ cưới, cô dâu về ở cùng gia đình nhà chồng, tuy vậy việc ở rể cũng là phổ biến. Trước kia người Giáy có tục "kéo vợ". Đó là trường hợp cô gái và gia đình cô ta đồng ý nhưng nhà trai không đủ tiền của để cưới hỏi đường hoàng, chàng trai phải tổ chức "kéo vợ".
Phụ nữ Giáy khi mang thai phải kiêng cữ và cúng cầu mong sinh nở yên lành. Dịp đứa bé đầy tháng, có lễ trình báo với tổ tiên và cầu xin tổ tiên phù hộ. Tên, ngày tháng năm sinh của mỗi người được thầy cúng ghi vào miếng vải đỏ, sẽ dùng để so tuổi khi tính chuyện cưới xin và chọn giờ trong việc làm nhà cửa, đám ma của chính người đó.

### Nhà cửa
Nhóm Giáy vùng Hà Giang, Cao Bằng ở nhà sàn. Nhóm Giáy vùng Lào Cai, Lai Châu ở nhà đất. Nhưng qua tài liệu văn học dân gian thì người Giáy vốn ở nhà sàn. Hiện nay người Giáy ở nhà đất vẫn còn dựng một sàn trước cửa để sử dụng. Nhà sàn hay nhà đất, gian giữa đều là nơi trang nghiêm: đặt bàn thờ tổ tiên, tiếp khách. Buồng các cặp vợ chồng trong gia đình quay ở các gian bên. Phụ nữ không nằm gian giữa. Bếp thường đặt ở gian bên; nay có nhiều nơi đã làm nhà để đun nấu riêng.

### Trang phục
Trang phục Giáy được chọn chủ yếu là ở trang phục nữ với loại áo ngắn xẻ nách viền cổ trang trí đậm nét. Một số tộc người ở nước ta (phía bắc) có mặc loại áo xẻ nách (thường là áo dài), số áo ngắn loại này không nhiều như người Nùng... Tuy nhiên đây là loại áo với kỹ thuật "xẻ nách" và phong cách trang trí ở đường viền cổ, tuy không cầu kỳ nhưng là một sắc thái riêng cho loại áo này về kỹ thuật và mỹ thuật.
- Trang phục nam

Nam mặc áo cánh xẻ ngực, cổ tròn, đứng, cài cúc vải. Áo thường có ba túi, hai túi dưới, một túi trên bên phải. Thân áo hơi ngắn, màu chàm. Nam mặc quần ống đứng (rộng 35 – 40 cm), cạp to bản, không dũng dây cút mà chỉ vận vào người. Trước đây nam giới thường quấn khăn trên đầu. Có nhóm nam cũng mặc áo xẻ nách.
- Trang phục nữ

Phụ nữ Giáy phổ biến mặc loại áo ngắn xẻ nách. Đây là loại áo ngắn trùm kín mông, xẻ nách phải, ống tay rộng. Cổ áo đường viền xẻ nách từ vai trái sang phải được viền và trang trí vải khác màu (thường là tương phản với nền áo) cũng như ở hai vai, giữa cánh tay và cửa tay. Cũng có loại áo như trên nhưng lại để chàm hoặc trắng nguyên không trang trí. Áo mặc trong là loại áo cánh ngắn cộc tay, xẻ ngực, cổ tròn thấp và có hai túi dưới. Áo xẻ nách cài cúc vải được tết cẩn thận với nhiều loại đẹp mắt. Phụ nữ Giáy thường đội khăn quấn thành nhiều kiểu khác nhau, cổ đeo vòng bạc. Nhóm Giáy Lào Cai, Lai Châu mặc quần chàm ngắn đến mắt cá chân, ống rộng. Tóc vấn theo kiểu vành khăn và thường đeo túi vải thêu hoa văn phổ biến ở đáy túi là hình răng chó. Phổ biến đi loại giày vải thêu hoa văn nhiều loại.

## Những người Giáy có danh tiếng
| Tên              | Sinh thời | Hoạt động |
| ---------------- | --------- | --- |
| Lò Ngân Sủn      | 1945-2013 | Nhà thơ (tác giả các bài thơ nổi tiếng: Chiều biên giới em ơi, Người đẹp, Tình ca lều nương,...) - Giải thưởng Nhà nước về Văn học nghệ thuật năm 2016, quê xã Bản Qua, huyện Bát Xát, tỉnh Lào Cai |
| Lù Thị Lừu       | 1975-...  | Đại biểu Quốc hội Việt Nam khóa 13 (2011-2016), quê xã Trịnh Tường, huyện Bát Xát, tỉnh Lào Cai |
| Vương Văn Sáng   | 1975-...  | Phóng viên, biên tập viên Đài PT-TH Lào Cai, đại biểu Quốc hội Việt Nam khóa 14 (2016-2021), quê xã Bản Vược, huyện Bát Xát, tỉnh Lào Cai.                                                          |
| Sần Cháng        |           | Nguyên Giám Đốc sở văn hoá thể thao tỉnh Lào Cai |
| Vương Trinh Quốc | 1976      | Trưởng Ban QL Khu Kinh Tế Lào Cai |